# American Astronomical Society
La Societat Astronòmica Nord-americana (anglès: American Astronomical Society, o AAS, de vegades pronunciada doble A S) és una societat nord-americana d'astrònoms professionals i altres individus interessats, amb seu a Washington. L'objectiu principal de la Societat Astronòmica Nord-americana és dur més lluny la ciència d'astronomia i els camps científics estretament relacionats. Els seus objectius secundaris inclouen millorar l'educació d'astronomia, i el subministrar una veu política als seus membres a través del lobby i activitats de bases.

## Història
La societat va ser fundada en 1899 pels esforços de George Ellery Hale. La constitució del grup va ser escrita per Hale, George Comstock, Edward Morley, Simon Newcomb i Edward Pickering. Aquests homes més altres quatre eren el primer Consell Executiu de la societat, Newcomb era el primer president. Els socis inicials eren 114. El nom de AAS de la societat finalment no va ser decidit fins a 1915, abans era "Astronomical and Astrophysical Society of America" ("Societat Astronòmica i Astrofísica dels Estats Units"). Un nom proposat que va precedir aquest nom intermedi era Societat Astronòmica Nord-americana.
La Societat Astronòmica Nord-americana avui té més de 6500 membres i cinc divisions: la Divisió per a Ciències Planetàries (1968), la Divisió sobre l'Astronomia Dinàmica (1969), l'Alta Divisió d'Astrofísica d'Energia (1969), la Divisió de Física Solar (1969) i la Divisió d'Astronomia Històrica (1980).

## Premis
La AAS i les seves divisions lliuren anualment un grup de prestigiosos premis per destacar diferents assoliments en Astronomia. Entre els lliurats per la Societat mateixa es poden destacar:
- Henry Norris Russell Lectureship, per assoliments durant la vida en astronomia
- El Premi Newton Lacy Pierce en Astronomia, per assoliments excepcionals en recerca sobre astronomia observacional, durant la carrera primerenca
- El Premi Helen B. Warner en Astronomia, per assoliments excepcionals en astronomia teòrica, durant la carrera primerenca
- El Premi Beatrice M. Tinsley, per una contribució a l'astronomia creativa o innovadora
- Joseph Weber Award, per avanços significatius en instrumentació astronòmica
- Dannie Heineman Prize for Astrophysics (al costat del American Institute of Physics), per treball excepcional en astronomia
- Premi George Van Biesbroeck, per serveis excepcionals a l'astronomia
- Annie J. Cannon Award in Astronomy (lliurat en conjunt amb la American Association of University Women), per assoliments excepcionals en astronomia observacional, durant la carrera primerenca, per astrònom dona
- Chambliss Astronomical Writing Award per escrits astronòmics per a audiències acadèmiques
- Chambliss Amateur Achievement Award per recerca exemplar d'un astrònom amateur
- Astronomy Achievement Student Awards per a recerca exemplar d'un estudiant, o estudiants graduat, que presenti cartells en la reunió semestral de la AAS

## Divisió de Ciències Planetàries
La Divisió de Ciències Planetàries (Division for Planetary Sciences, coneguda com a DPS per les seves sigles) és una divisió de la Societat Astronòmica Nord-americana, dedicada a la recerca científica del sistema solar i altres sistemes planetaris. Com a tal és una societat científica internacional formada principalment per astrònoms professionals nord-americans. Igual que la AAS té la seu a Washington D. C.
El DPS va ser fundat en 1968. El primer comitè organitzador de la Divisió va estar compost per Edward Anders, L. Branscomb, J. W. Chamberlain, R. Goody, J. S. Hall, A. Kliore, M. B. Elroy, Tobias Owen, Gordon Pettengill, Carl Sagan i Harlan James Smith.
El DPS patrocina cinc premis científics. El Premi Kuiper per a contribucions en el camp de les ciències planetàries. El Premi Urey per avanços significatius en recerca planetària per un científic jove. El Premi Masursky que reconeix mèrits en el servei a les ciències planetàries i l'exploració espacial. La medalla Carl Sagan que honra mèrits extraordinaris en la popularització i comunicació de les ciències planetàries per un científic en actiu. El premi Jonathan Eberhart en periodisme científic en ciències planetàries. que reconeix mèrits importants en la difusió entre el públic general de les ciències planetàries.
El DPS es reuneix anualment com a societat científica en un congrés internacional.